# Корся Володимир Юрійович
Корся Володимир Юрійович (нар. 5 вересня 1993, Одеса, Україна) — український авто- та мотоспортсмен, майстер спорту України. Абсолютний чемпіон України з ралі серед других водіїв. Призер етапів чемпіонату світу з ралі в заліку WRC 2.

## Українське ралі

### 2010-2011: Перші кроки
Спортивну кар’єру в автомобільному ралі Володимир Корся розпочав в 2010 році, коли разом з одеським пілотом Юрієм Касимом вийшов на старт національної серії Кубок Лиманів. Втім, після спільних двох гонок, Володимир переходить в екіпаж до більш відомого спортсмена, одесита Дмитра Тананевича. Цього року тандем переважно стартує в Кубку Лиманів, здобуваючи за його підсумками шосте місце в заліку класу PS6. 
Наступного року екіпаж потрапляє до лав щойно створеної команди Odessa Rally Team, яка, за задумом її організатора Юрія Кочмара, складається виключно з одеських спортсменів. Захищаючи кольори нової команди, Тананевич та Корся беруть участь в п’яти етапах чемпіонату України з ралі, здобуваючи свою першу перемогу на Ралі Київська Русь. За підсумками сезону спортсмени стають віце-чемпіонами в заліку класу А7, після чого отримують пропозицію перейти в провідну українську команду тих часів Mentos Ascania Racing. 

### 2012-2013: Роки перемог
Вже перший сезон в складі київської команди стає для Володимира чемпіонським. Закінчивши на призових місцях чотири етапи чемпіонату України з п’яти можливих, екіпаж набирає 300 очок до заліку міжнародного класу 5 (колишній А7). Втім, через особливості регламенту турніру, Володимиру цього вистачає, аби стати чемпіоном в заліку штурманів, тоді як Дмитро залишається другим в заліку пілотів.

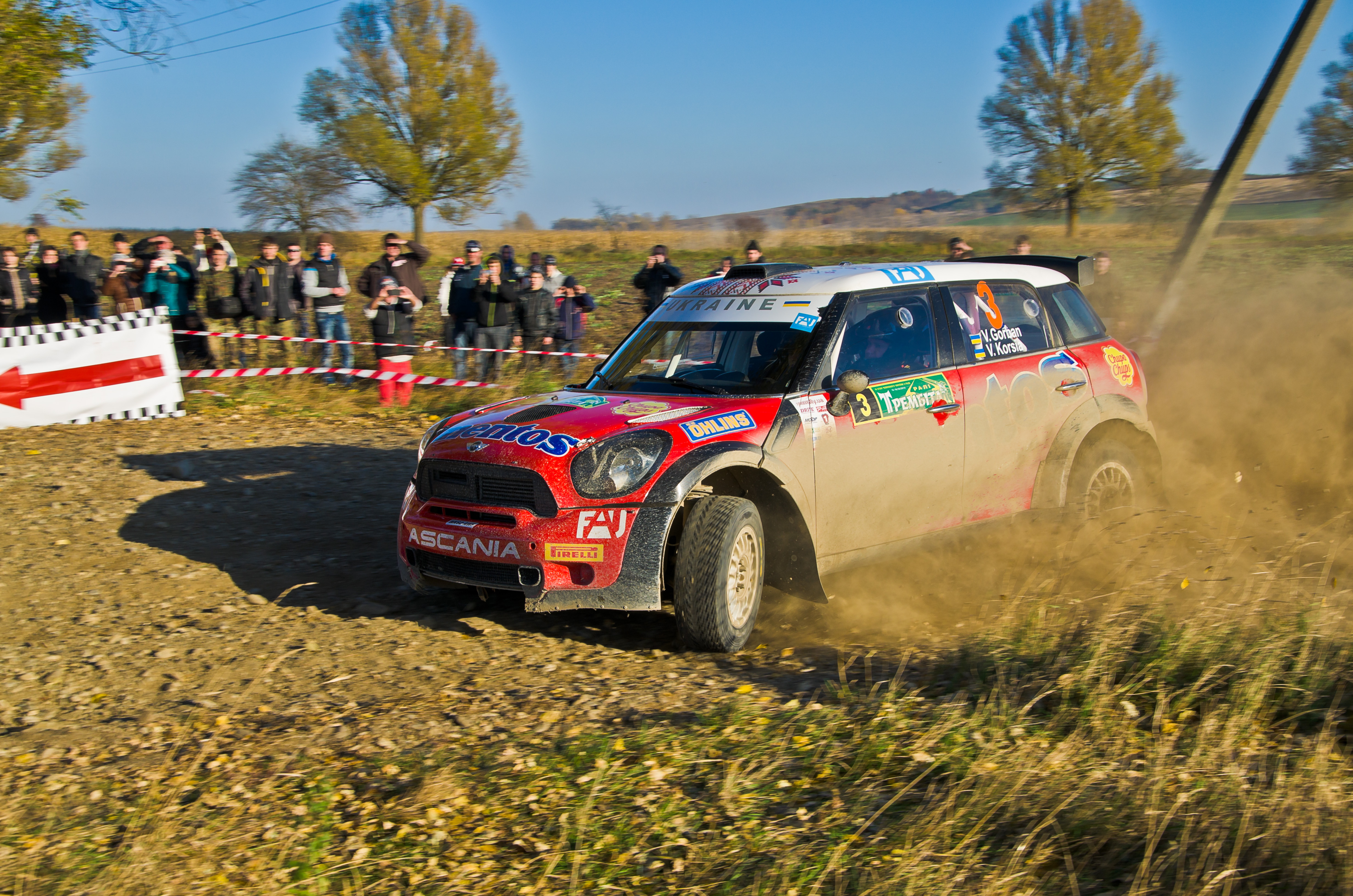
Валерій Горбань та Володимир Корся на Ралі Трембіта 2013 р.

Наприкінці 2012 року лідер команди Mentos Ascania Racing Валерій Горбань приймає рішення змінити штурмана в своєму екіпажі, запрошуючи на це місце Володимира Корсю. Таким чином, перед Корсею постає завдання – протягом міжсезоння переналаштуватись з відносно повільного монопривідного кіт-кара на потужний автомобіль світового класу MINI JCW RRC. Численні тренування дають результат: вже перший етап чемпіонату України 2013 року, Ралі Чумацький Шлях, приносить Горбаню та Корсі перемогу в абсолютному заліку. 
Згодом, здобувши перемоги в Ралі Галіція та Ралі Трембіта, а також посівши другі місця на Александров Ралі та Ралі Ялта, Валерій Горбань та Володимир Корся стають абсолютними чемпіонами України з ралі 2013 року. При цьому Корся, здобувши це звання у віці 20 років 1 місяця та 13 днів, стає наймолодшим володарем титулу абсолютного чемпіона України з ралі в історії цього турніру.

### 2014-2021: Епізодичні виступи
На початку 2014 року команда Mentos Ascania Racing змінює назву на Eurolamp WRT і повністю концентрується на виступах в чемпіонаті світу з ралі. З того часу Горбань та Корся лише двічі виходили на старт українських змагань (обидва рази в 2016 році), щоразу здобуваючи перемоги в абсолютному заліку. 
Згодом, після переходу в естонську команду ALM Motorsport, Володимир Корся епізодично стартує в окремих українських змаганнях з ралі, асистуючи Максиму Євдокимову, Ігору Чаповському, Денису Лохману та Дар’ї Бакай. Найвищими досягненнями серед цих виступів стали перемога в Ралі Столиця 2020 року (пілот Денис Лохман) та бронзові нагороди на Ралі Ніко 2021 року (пілот Ігор Чаповський).

## Чемпіонат світу з ралі

### 2013: Mentos Ascania Racing
Дебют Володимира Корсі в чемпіонаті світу з ралі співпав з його дебютом на повнопривідному автомобілі. Перша гонка, Ралі Швеції, не входила до офіційного заліку WRC2, тож екіпаж провів її на простішому Mitsubishi Lancer Evo IX – але вже починаючи з наступного Ралі Португалії на всіх залікових етапах використовував виключно більш потужний та сучасний MINI JCW RRC. 
Певний брак досвіду – як в спільній роботі екіпажу, так і в налаштуванні нового автомобіля – призвів до того, що половину з шести залікових етапів WRC2 українці закінчили достроково. Втім, на решті етапів в Греції, Фінляндії та Великій Британії – Горбань та Корся змогли фінішувати та набрати важливі залікові очки. Кращим з цих змагань стало Ралі Уельсу, де екіпаж посів 7-ме місце в заліку WRC2.

### 2014-2016: Eurolamp World Rally Team
В міжсезоння 2013-2014 років київська команда реформується: змінюється не тільки її офіційна назва (тепер це Eurolamp WRT), а й фірмові кольори – замість звичного червоного автомобілі тепер пофарбовані в яскраво-зелений. Досвід виступів 2013 року допомагає зробити машину більш надійною, що одразу ж позначається на результатах – протягом сезону-2014 Валерій Горбань та Володимир Корся жодного разу не зійшли з траси достроково, набравши залікові бали на п’яти з шести можливих етапів. 

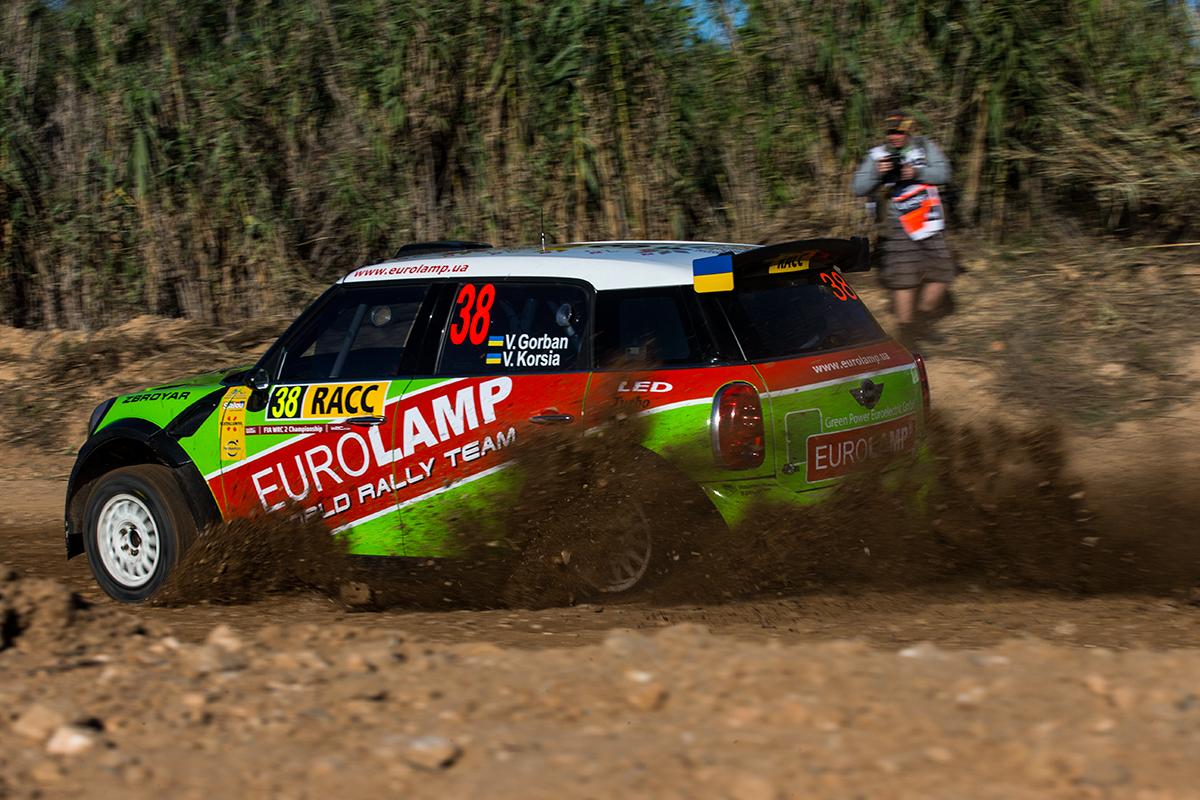
Валерій Горбань та Володимир Корся на ралі Іспанії, 2014 рік

Цього разу найкращим результатом стає виступ екіпажу на Ралі Польщі, де він закінчує гонку на четвертому місці, за один крок до подіуму. Також успішним стає й Ралі Каталонії, на якому Горбань з Корсею здобувають шосте місце серед однокласників. Завдяки цим досягненням за підсумками сезону український екіпаж здобуває кращий результат за всі роки спільних виступів – 10-те місце в підсумковому заліку чемпіонату світу WRC2. 
Сезон-2015 розпочинається з чудового результату – на Ралі Швеції Горбань та Корся зрештою фінішують на подіумі. Втім, розвинути успіх не вдається, і на решті етапів чемпіонату українці фінішують лише тричі з кращим результатом у вигляді 8-го місця на Ралі Португалії. На цьому трирічний цикл виступів екіпажу в заліку WRC2 закінчується – адже команда приймає рішення перейти на найвищий можливий рівень, а саме до заліку WRC. 
За умов набагато вищого рівня конкуренції результати екіпажу помітно погіршуються – адже тепер йому доводиться змагатись із заводськими командами. Кращим фінішем протягом 2016 року стає 10-те місце в заліку WRC на Ралі Мексики – і ця гонка залишається єдиною, на якій Горбань та Корся набирають залікові бали. Наприкінці ж сезону Володимир Корся приймає рішення змінити команду і переходить до складу естонського колективу ALM Motorsport.

### 2017-2021: ALM Motorsport
Оскільки інтереси команди ALM Motorsport здебільшого знаходяться в площині національних чемпіонатів країн Балтії, за період з 2017 по 2021 роки Володимир Корся лише п’ять разів виходить на старт етапів чемпіонату світу в екіпажі з естонським пілотом Георгом Ліннамяе. З трьох стартів на монопривідному Peugeot 208 R2 кращим виявився перший, на Ралі Португалії 2019 року, коли екіпажу вдалося посісти друге місце в заліку класу RC2. 
Сезон-2020 Ліннамяе та Корся розпочинають на тому ж Peugeot 208 R2, але згодом переходять на техніку вищого класу – Volkswagen Polo GTI R5, який дебютує на домашньому для Георга Ралі Естонії. Найвищим на даний час результатом екіпажу залишається 8-ме місце в заліку WRC2 на Ралі Швеції 2021 року.

## Європейське ралі

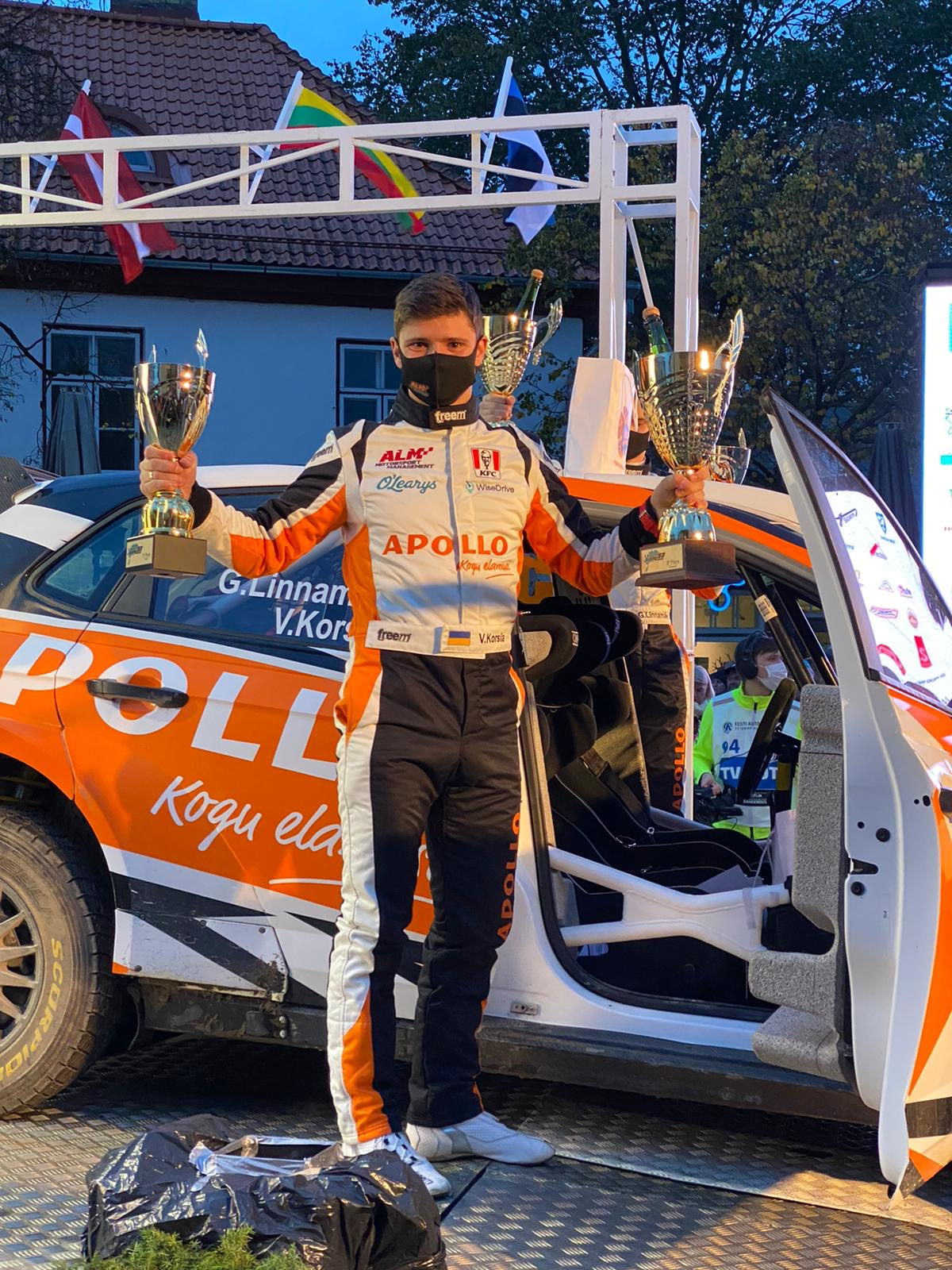
Ralli Saaremaa 2020

Після переходу до команди ALM Motorsport Володимир Корся протягом двох років виступає в екіпажі з Олександром Кудрявцевим на автомобілі Peugeot 208 R2. В цей період команда робить акцент на виступи в чемпіонатах Латвії та Естонії, де Кудрявцев та Корся виходять на старт 16 разів за два роки. 
Більш успішним стає сезон 2017 року, за підсумками якого екіпаж виграє один з етапів естонського чемпіонату, Ралі Тарту, а також посідає четверту підсумкову позицію в чемпіонаті Латвії (заліковий клас LRC3). В 2018 році кількість стартів зменшується, а відтак погіршуються й результати тандему – його найвищим досягненням стає третє місце в класі на латвійському Ралі Талсі. По закінченні сезону екіпаж розпадається, і Корся розпочинає виступи з перспективним естонським пілотом Георгом Ліннамяе. 
Сезон 2019 року екіпаж проводить переважно на трасах Іспанії та Португалії, беручи участь в серіях Iberian Rally Trophy та Peugeot Rally Cup Ibérica, останню з яких завершує на 11-му місці, здобувши протягом сезону чотири подіумні фініші. Отримавши необхідний досвід, Ліннамяе та Корся повертаються до Естонії, де й проводять сезони 2020 та 2021 років. 
Ключовим моментом цього періоду стає зміна техніки – якщо сезон-2020 екіпаж розпочинає на звичному монопривідному Peugeot 208 R2, то його другу половину він проводить на автомобілі вищого класу Volkswagen Polo GTI R5. Досить швидко це дається взнаки – на фінальному етапі чемпіонату Естонії 2020 року, Ралі Сааремаа, Ліннамяе та Корся здобувають свою першу перемогу в класі EMV2 та стають другими в абсолютному заліку змагання. За підсумками сезону 2020 року Володимир здобуває бронзові нагороди в абсолютному заліку та класі EMV2 чемпіонату Естонії з ралі.
Точно такого результату – перемога в класі, друге місце в абсолюті – екіпаж досягає й на Ралі Південна Естонія 2021 року. На жаль, це стає передостаннім спільним виступом Ліннамяе та Корсі. З початком російсько-української війни Володимир Корся припиняє виступи в автомобільних змаганнях та вступає до лав Збройних Сил України.

## Результати в чемпіонаті світу

### Залік WRC
| Рік  | Учасник               | Автомобіль               | 1 | 2      | 3      | 4      | 5      | 6      | 7      | 8      | 9 | 10 | 11     | 12     | 13     | Поз. | Бали |
| ---- | --------------------- | ------------------------ | - | ------ | ------ | ------ | ------ | ------ | ------ | ------ | - | -- | ------ | ------ | ------ | ---- | ---- |
| 2013 | Mentos Ascania Racing | Mitsubishi Lancer Evo IX |   | SWE Сх |        |        |        |        |        |        |   |    |        |        |        | н/к  | 0    |
| 2013 | Mentos Ascania Racing | MINI JCW RRC             |   |        |        | POR Сх |        | GRE 18 | ITA Сх | FIN 21 |   |    | FRA Сх |        | GBR 15 | н/к  | 0    |
| 2014 | Eurolamp WRT          | MINI JCW RRC             |   | SWE 21 |        | POR 18 |        | ITA 31 | POL 15 | FIN 31 |   |    |        | ESP 23 | GBR 19 | н/к  | 0    |
| 2015 | Eurolamp WRT          | MINI JCW RRC             |   | SWE 15 | MEX сх |        | POR 18 | ITA 18 | POL сх | FIN сх |   |    |        |        | GBR 41 | н/к  | 0    |
| 2016 | Eurolamp WRT          | Mini JCW WRC             |   | SWE 24 | MEX 10 | ARG сх | POR сх | ITA 28 | POL 27 | FIN 21 |   |    |        | ESP 15 | GBR 38 | 25   | 1    |
| 2019 | ALM Motorsport        | Peugeot 208 R2           |   |        |        |        |        |        | POR 30 |        |   |    |        |        | ESP 35 | н/к  | 0    |
| 2020 | ALM Motorsport        | Peugeot 208 R2           |   | SWE 39 |        |        |        |        |        |        |   |    |        |        |        | н/к  | 0    |
| 2020 | ALM Motorsport        | Volkswagen Polo GTI R5   |   |        |        | EST 42 |        |        |        |        |   |    |        |        |        | н/к  | 0    |

### Залік WRC 2
| Рік  | Учасник               | Автомобіль   | 1 | 2     | 3      | 4      | 5     | 6      | 7      | 8      | 9 | 10 | 11     | 12    | 13     | Поз. | Очки |
| ---- | --------------------- | ------------ | - | ----- | ------ | ------ | ----- | ------ | ------ | ------ | - | -- | ------ | ----- | ------ | ---- | ---- |
| 2013 | Mentos Ascania Racing | MINI JCW RRC |   |       |        | POR Сх |       | GRE 8  | ITA Сх | FIN 9  |   |    | FRA Сх |       | GBR 7  | 28-й | 12   |
| 2014 | Eurolamp WRT          | MINI JCW RRC |   | SWE 7 |        | POR 8  |       | ITA 15 | POL 4  | FIN 7  |   |    |        | ESP 6 | GBR 7  | 10-й | 42   |
| 2015 | Eurolamp WRT          | Mini JCW RRC |   | SWE 3 | MEX сх |        | POR 8 | ITA 10 | POL сх | FIN сх |   |    |        |       | GBR 15 | 19-й | 20   |

### Подіуми на етапах чемпіонату світу
| # | Ралі            | Сезон | Залік | Місце | 1-й водій       | Автомобіль    |
| - | --------------- | ----- | ----- | ----- | --------------- | ------------- |
| 1 | Ралі Швеції     | 2015  | WRC-2 | 3     | Валерій Горбань | Mini JCW RRC  |
| 2 | Ралі Португалія | 2019  | RC2   | 1     | Linnamäe Georg  | Peugeot 208R2 |

## Цікаві факти
- На фініш Ралі Чумацький Шлях 2012 року Володимир Корся прибув, сидячи під відкритим капотом автомобіля, яким керував Дмитро Тананевич. Це було пов'язано з тим, що він вручну відкривав дросельну заслінку, що поламалася під час останньої спецділянки ралі[17].

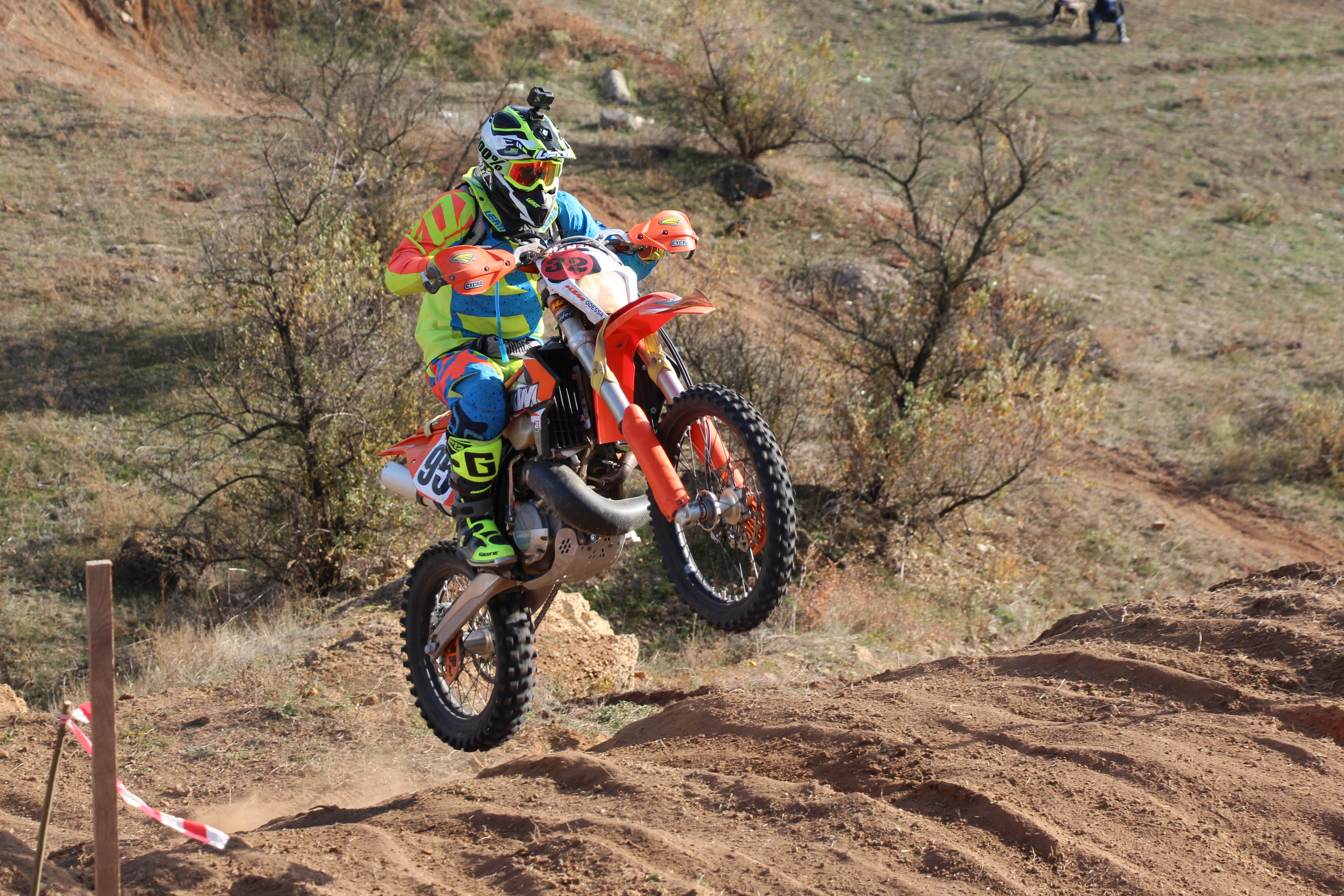
Володимир Корся

- В 2020 році Володимир Корся став наймолодшим учасником символічного ралійного «Клубу 100», до якого входять українські спортсмени, що взяли участь в 100 чи більше змаганнях з ралі будь-якого рівня. Станом на кінець 2021 року на рахунку Корсі значилось 115 стартів в усіх ралійних змаганнях[18].

- За даними ресурсу eWRC-results, станом на 2025 рік Володимир Корся є наймолодшим в історії штурманом, який коли-небудь стартував в заліку  чемпіонату світу WRC2, а також наймолодшим штурманом, який коли-небудь ставав переможцем окремої спецділянки в цьому ж заліку.

- З 2018 року Володимир Корся на додачу до автомобільного ралі займається також мотоспортом, стартуючи в серії змагань HESU (Hard Enduro Series of Ukraine). Виступаючи на мотоциклі KTM EXC 300 TPI за одеську команду D.M.C (Dirt Moto Cartel), Корся за підсмками 2020 року потрапив у топ-100 райдерів України.